# Antonio Ponce de León

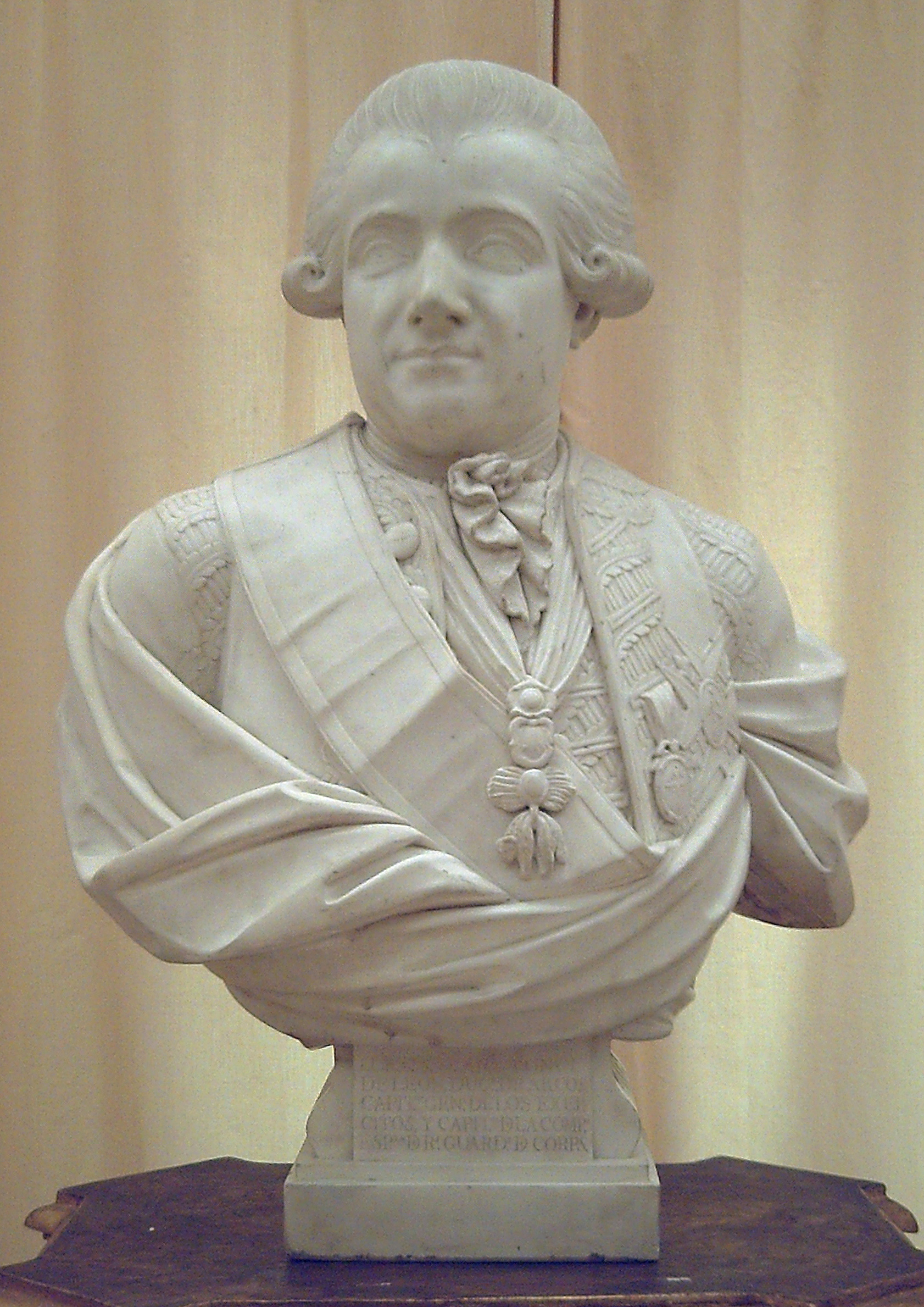
Busto en mármol del Duque, por R. Michel (1783, R.A.B.A.S.F., Madrid).

Antonio Ponce de León y Spínola, XI Duque de Arcos (1726 – 13 de diciembre de 1780), noble y militar español, I duque de Baños y VIII duque de Aveiro, en Portugal.

## Biografía
Tras servir como militar en Italia, en 1752 regresó a España y fue nombrado capitán supernumerario de la Compañía Española de Reales Guardias de Corps. En diciembre de 1763 sucedió a su hermano Francisco en el ducado de Arcos, y al año siguiente le fue concedido el Toisón de Oro. En 1772 fue designado por Carlos III Capitán General de los Reales Ejércitos, aunque siguió al mando de los Guardias de Corps. 
Casó el 1 de enero de 1778 con Mariana de Silva-Bazán y Sarmiento, madre de la célebre duquesa de Alba, con la que no tuvo descendencia.
Con su muerte, en 1780, acabó la línea masculina primogénita de los Ponce de León, y la casa de Arcos quedó incorporada a la casa de Benavente, y posteriormente a la casa de Osuna hasta 2016 que recupera su independencia.